# Krajnc
Krajnc ist ein slowenischer Familienname. Alternative Schreibweisen in Österreich sind Krainz, Kreinz oder Greinz. In Italien wird zuweilen Crainz geschrieben. Krajnc, der vierthäufigste Familienname in Slowenien, ist eine Kurzform von Kranjec und bedeutet daher "Person aus Krain".
- Aleš Kranjc (* 1981), slowenischer Eishockeyspieler
- Armand Krajnc (* 1973), schwedisch-slowenischer Boxer
- Jožef Krajnc (1821–1875), österreichisch-ungarischer Jurist, Philosoph und Politiker slowenischer Herkunft
- Luka Krajnc (* 1994), slowenischer Fußballspieler
- Walter Krajnc (1916–1944), österreichischer Widerstandskämpfer